# 龔敦頤
龔敦頤（?—?），又名頤正，字養正，馬頭人。生卒年不詳。
龔原之孫。淳熙年間，參修國史，紹熙年間，充國史院檢討官，授潁川文學。官至宗正丞。著有《元祐建中列傳譜述》、《芥隱筆記》等。